# 컨페션 (2002년 영화)
컨페션(Confessions of a Dangerous Mind)은 2002년에 공개된 미국의 전기 첩보 코미디 영화이며, CIA 암살자였다고도 주장하는 인기 텔레비전 게임 쇼의 호스트이자 제작자인 척 베리스의 생애를 1984년 그의 동명의 회고록을 바탕으로 각색했다. 이 영화는 조지 클루니의 감독 데뷔작이기도 하며, 찰리 코프먼이 각본, 샘 록웰, 줄리아 로버츠, 드류 베리모어, 클루니가 출연했다.
컬럼비아 픽쳐스가 1980년대에 베리스의 동명의 회고록을 각색한 영화 제작 계획을 갖고 있었다. 영화판권이 제작자 앤드루 라자르에게 팔리게 되자, 각본가 찰리 코프먼이 새로운 각본의 제작을 맞게 되면서 A급 배우들과 영화 제작자들의 관심을 끌게 했다. 한때 브라이언 싱어가 주인공 역에 조니 뎁과 함께 영화 제작을 기획했으나, 제작이 취소되었다. 영화 제작은 조지 클루니가 감독 일을 맡게되며 재개되었다.
베리스는 그의 시점에서 영화를 나타내기 위해서 제작에 많은 관여를 했다. 3,000만 달러의 제작비가 들었으며, 클루니는 베리모어와 로버츠가 적은 급여를 받도록 설득했다. 영화는 비평가들에게서 많은 좋은 평가를 받았고 박스 오피스에서도 적당한 성공을 거뒀다. 특히 록웰은 그의 연기로 칭찬을 받아 2003년 베를린 국제 영화제에서 은곰상:남우주연상을 수상했다.

## 줄거리
척 배리스는 매력적인 여성들에게 번번이 거절당하자, TV 방송계에서 성공하겠다는 꿈을 안고 뉴욕으로 향한다. NBC 방송국에서 잡무를 처리하는 페이지로 일하지만 곧 해고당하고, 고향 필라델피아로 돌아와 '아메리칸 밴드스탠드'의 딕 클락 밑에서 일하게 된다. 그는 '팔리세이즈 파크'라는 히트곡을 작곡하고 페니 파치노라는 여성과 사랑에 빠진다. 척은 ABC 방송국에 '더 데이팅 게임'이라는 프로그램 아이디어를 제안하고, 파일럿 제작 비용을 받지만 방송국은 '후트네니'라는 다른 프로그램을 선택한다.
어느 날 밤, 술집에서 싸움 후 쫓겨난 척은 CIA 요원 짐 버드를 만나 암살자로 스카우트된다. 멕시코 임무를 마치고 돌아온 그는 페니가 히피가 된 것을 발견한다. 한편, ABC 방송국은 '더 데이팅 게임' 제작을 승인하고, 1967년 쇼는 큰 인기를 얻는다. 핀란드 헬싱키에서 CIA 임무 중, 그는 여성 요원 패트리샤 왓슨을 만난다. 그의 또 다른 프로그램 '더 뉴리웨드 게임'도 방송을 타면서 성공을 거둔다. 척과 페니는 로스앤젤레스로 이사하지만, 결혼에 망설이는 척 때문에 페니는 실망한다. 1970년, 버드는 척에게 서베를린으로 가서 한스 콜베르트를 암살하라는 임무를 내린다. 척은 독일계 미국인 요원 킬러를 만나 콜베르트 암살을 돕지만, KGB에게 붙잡혀 몇 주 후 동서 첩보 교환을 통해 풀려난다.
1976년, 척은 '더 공 쇼'를 만들어 진행자가 되며 유명해진다. 킬러는 살해당하고, 버드는 척에게 조직 내 배신자가 있다고 경고한다. 척의 TV 프로그램은 시청률 부진으로 취소되고, 페니는 척의 외도를 목격하고 떠나겠다고 협박한다. 어느 날 밤, 척은 뒷마당 수영장 다이빙대에 앉아있는 버드를 발견한다. 버드는 척이 CIA 암살자로 선택된 이유를 밝힌다. 그는 연쇄 살인범의 아들이며 어머니에 의해 여자로 키워져 "프로필에 딱 맞았다"는 것이다. 척은 버드를 위협하지만, 곧 버드는 다이빙대에 앉은 채 죽은 것으로 발견된다.
자신에 대한 불쾌한 진실에 직면한 척은 정신적으로 무너진다. '더 공 쇼'에서 신경쇠약 직전까지 간 후, 뉴욕 호텔에 틀어박힌다. 페니는 그를 찾아 캘리포니아로 돌아가 결혼하자고 설득하지만 실패한다. 척은 마침내 방에서 나와 보스턴에서 패트리샤를 만난다. 커피를 마신 후, 척은 쓰러지고 독살당한 것으로 보인다. 패트리샤는 자신이 배신자라고 밝힌다. 그러나 척은 패트리샤를 속여 독이 든 컵을 마시게 했고, 패트리샤는 죽는다. 그녀의 죽음 이후, 그는 집으로 돌아와 자서전 "위험한 마음의 고백"을 쓰기 시작한다. 마침내 페니와 결혼하기로 결심한다. 결혼식 끝에, 척은 자신이 죽인 사람들을 군중 속에서 발견한다. 괴로워하며 페니에게 CIA 암살자로서의 이중생활을 고백하지만, 페니는 농담으로 여기고 웃는다. 척은 페니에게 진실을 말하지 않기로 한다.

## 배역
- 샘 록웰 - 척 베리스
  - 마이클 세라 - 어린 시절 척 베리스
- 드루 베리모어 - 페니 패시노
- 조지 클루니 - 짐 버드
- 줄리아 로버츠 - 퍼트리샤 왓슨
- 루트거 하우어 - 킬러
- 제리 와인트라우브 - 래리 골드버그
- 로버트 존 버크 - 교육자 젠크스
- 마이클 엔사인 - 사이먼 올리버
- 매기 질렌할 - 데비
- 레이철 르페브르 - 투비아
- 크리스틴 윌슨 - 로레타
- 다니엘 자카파 - 렌다
- 에밀리오 리베라 - 베니테스
- 카를로스 카라스코 - 브라치오니
- 리처드 카인드 - 캐스팅 감독

베리스, 딕 클락, 짐 렌지, 머레이 랭스턴, 제이 P. 모건, 지니 패튼등은 이야기 전개에 인터뷰로서 출연했다.

## KBS 성우진 (2005년 3월 6일)
- 김일 - 척(샘 록웰)
- 오길경 - 페니(드루 배리모어)
- 김환진 - 버드(조지 클루니)
- 윤소라 - 패트리샤(줄리아 로버츠)
- 최흘 - 골드버그(제리 바인트럽)
- 박상훈 - 젱크스(로버트 존 버크)
- 유제상 - 후보3
- 남궁윤 - 지그
- 이종구
- 김은아
- 손선근
- 장우영
- 구민선
- 석원희
- 김민아
- 김혜주